# Linz flygplats
Linz flygplats (IATA: LNZ, ICAO: LOWL) (tyska: Flughafen Linz) är en mindre internationell flygplats belägen i kommunen Hörsching nära Linz, den tredje största staden i Österrike. Den flyger nästan uteslutande till europeiska destinationer. Flygplatsen öppnade år 1955.

## Destinationer och flygbolag[1]
| Flygbolag    | Destinationer              | Flygplanstyp                                  |
| ------------ | -------------------------- | --------------------------------------------- |
| Eurowings    | Düsseldorf, Palma (säsong) | Airbus A319 (Düsseldorf), Airbus A320 (Palma) |
| Air Dolomiti | Frankfurt                  | Embraer 195                                   |

| Flygbolag            | Destinationer |
| -------------------- | --- |
| Corendon             | Antalaya (säsong), Gran Canaria (vinter) Heraklion (säsong), Hurghada (vinter), Rhodos (säsong)                                                 |
| Croatia Airlines     | Brac (säsong) |
| Eurowings            | Palma (säsong) |
| Enter Air            | (Catania (säsong), Dubrovnik (säsong) endast höstlov)                                                                                           |
| European Air Charter | Heraklion (säsong), Kalymnos (säsong), Karpathos (säsong), Korfu (säsong), Kos (säsong), Lancarna (säsong), Rhodos (säsong), Zakynthos (säsong) |